# 離心力
离心力（英語：centrifugal force），是一种虚拟力或称惯性力，它使旋转的物体远离它的旋转中心。在牛顿力学里，离心力曾被用于表述两个不同的概念：在一个非惯性参考系下观测到的一个惯性力，和向心力的反作用力。在拉格朗日力学下，离心力有时被用来描述在某个广义坐标下的广义力。
在通常语境下，離心力並非真實的存在。它的作用只是为了在旋转参考系（非惯性参考系）下，牛顿运动定律依然能够使用。在惯性参考系下是没有惯性力的，在非惯性参考系下（如旋转参考系）才需要有惯性力，否则牛顿运动定律不能使用。

## 物理例子
想像一个围绕中心旋转的圆盘，角速度为ω。圆盘上有一质量为{\displaystyle m}木块，並由绳子连接，绳子的另一端固定在圆盘中心，绳长为{\displaystyle r}。木块随圆盘一同转动。假设没有摩擦力，木块的旋转是由于绳子的拉力。随圆盘一起转动的观察者看木块是静止的。根据牛顿定律，木块受到的合力应为零。那么这违反牛顿定律吗？從圆盘外惯性系觀察者看，木块受到绳子的拉力，所以合力不为零。牛顿定律只有在惯性系下才成立。随圆盘一起转动的观察者所在的参考系並非惯性系。为了使牛顿定律在非惯性系下仍然「成立」，需要引用一个惯性力，即假想的「离心力」。這「力」的大小为{\displaystyle m\omega ^{2}r}，与绳子提供的拉力相等，但方向相反。如此，随圆盘一同转动的观察者看来，木块同时受到绳子的拉力和「离心力」，合力为零，牛顿定律「成立」。